# Chaetodon madagaskariensis
Chaetodon madagaskariensis е вид бодлоперка от семейство Chaetodontidae. Видът не е застрашен от изчезване.

## Разпространение и местообитание
Разпространен е в Британска индоокеанска територия, Индонезия, Кения, Кокосови острови, Коморски острови, Мавриций, Мадагаскар, Майот, Малдиви, Мозамбик, Остров Рождество, Реюнион, Сейшели, Сомалия, Танзания, Френски южни и антарктически територии (Нормандски острови), Шри Ланка и Южна Африка.
Обитава крайбрежията на океани, морета, лагуни и рифове. Среща се на дълбочина от 10 до 120 m, при температура на водата от 27,1 до 27,4 °C и соленост 35 ‰.

## Описание
На дължина достигат до 13 cm.